# Neonode
Neonode Inc. (NASDAQ: NEON) ist ein schwedischer Entwickler und Hersteller von berührungslosen Bedienflächen, interaktiven Holografien sowie KI-Bilderkennung. Der Hauptsitz befindet sich in Stockholm.

## Geschichte
Magnus Goertz und Thomas Eriksson gründeten das Unternehmen Neonode im Jahr 2001.
In den Anfangsjahren entwickelte Neonode berührungsunabhängige Touchscreens auf Basis von Infrarot-LED sowie grafische Benutzeroberflächen, die auf Windows CE aufsetzten und hält in diesem Bereich mehrere Patente. Diese Technologien fanden vor allem bei den von Neonode entwickelten Mobiltelefonen Verwendung.
Im März 2002 wurde zum ersten Mal ein Neonode-Handy auf der CeBIT vorgestellt und Ende des Jahres 2002 wurden nach einer Pressekonferenz in Stockholm bereits 20.000 Vorbestellungen gezeichnet.
Anfang Juli 2004 war, nach zweijähriger Planungszeit, das erste Modell "N1", erhältlich. Im März 2005 folgte ein Update zum "N1m". Im Februar 2007 stellt Neonode das zu diesem Zeitpunkt weltweit kleinste Mobiltelefon mit Touchscreen "N2" auf dem GSMA Mobile World Congress in Barcelona vor. Das N2 wiegt 60 g, verfügt über Bluetooth und einen Touchscreen. Es wurde laut Neonode erstmals im Juli 2007 auf den Markt gebracht und bis zum Dezember 2007 ca. 31.000-mal verkauft. In Deutschland war es ab Mai 2008 erhältlich.
Am 13. August 2007 fusionierte Neonode mit der SBE, Inc., seitdem wird das Unternehmen an der Börse gehandelt und firmiert dort unter dem Namen NEON.
In den Folgejahren verlagerte Neonode seine Aktivitäten hin zur Entwicklung von berührungslosen Displays und Bedienflächen auf Basis von holografischer Technologie, infrarotbasierter optischer Objekterkennung, infrarotbasierter berührungsunabhängiger Bediensysteme sowie KI-gesteuerter Körper-, Gesichts- und Augenerkennung wie beispielsweise Eye-Tracking. Für die Automobilbranche bietet Neonode Infotainment Systeme, verschiedene Sensorsteuerungen für KFZ Innenräume sowie bspw. intelligente und berührungsempfindliche Lenkräder zur Interaktion des Fahrers mit dem Fahrzeug.
Der Umsatz von 5,7 Mio. USD im Geschäftsjahr 2022 setzte sich aus etwa 4,5 Mio. USD aus Lizenzeinnahmen und etwa 1 Mio. USD aus Produktverkäufen zusammen. Nach den Auswirkungen der COVID-19-Pandemie steigerte Neonode ab Dezember 2022 bis Mitte Januar 2023 seinen Aktienwert von 3,50 USD auf knapp 13,00 USD und pendelte sich im Laufe des Jahres bei rund 6,50 USD ein.